# 雪うさぎ (銘菓)

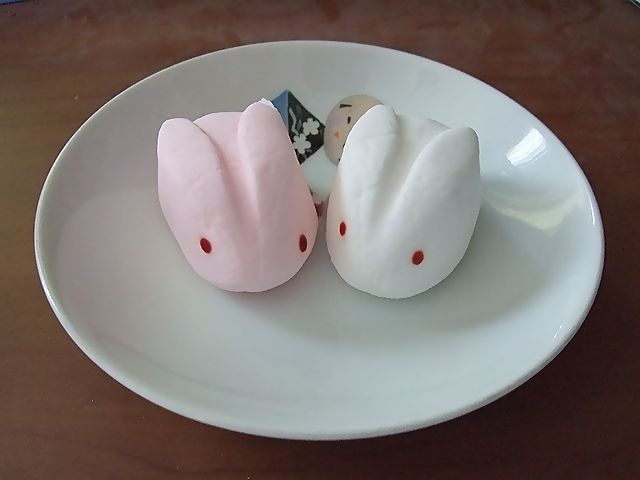
雪うさぎ

雪うさぎ（ゆきうさぎ）は、福岡県福岡市南区に所在する風月フーズ株式会社が、1965年から製造している土産菓子。風月フーズの看板商品である。

## 概要
宋（中国）の国で学問を修めた大応国師が日本に戻る途中、うさぎを助けて船に乗ったら、玄界灘で暴風雨に遭遇した際、そのうさぎが海に身を踊らせ荒波をピタリと静めたと言う、崇福寺に伝えられる民話を基に創製された。
赤い目が特徴の紅白2色のうさぎ型マシュマロで、白あんが入っている。
開発担当の吉田誓志が自身の干支が兎年であることを元に作成され、当時、流行のきざしがあったマシュマロで作った雪うさぎと饅頭の野うさぎを提案した結果、雪うさぎが採用された。
1974年（昭和49年）に当時皇太子夫妻であった上皇・上皇后夫妻が全国高等学校総合体育大会臨席のため福岡県を訪ねた際に宿泊所となった西鉄グランドホテルで雪うさぎが提供された。
2016年4月新作のHAKATA雪うさぎは、あまおう使用の練乳白あん入り博多いちごでピンク、既存の白でホワイト、こしあん入り福岡八女抹茶でグリーンの3色詰合せとなっている。
2024年には、雪うさぎムースケーキとして雪うさぎと同じ白餡をムースに包んだ洋生菓子が発売された、

## CM
昭和40年代から福岡県内では同商品のアニメーションCMが放送されているが、テーマソングの作者の詳細は風月フーズも把握しておらず謎とされてきた。
しかし2010年5月23日放送分の福岡放送『ナイトシャッフル』にて、当時の電通映画社（現：電通テック）で制作され、作詞は電通映画社の制作プロデューサー、作曲は大野雄二で、山本潤子の歌唱であることが判明した。